# Doornfontein
Doornfontein ist ein Stadtteil der Metropolgemeinde City of Johannesburg in Südafrika. Er gehört zur Stadtregion F, der Innenstadt Johannesburgs. Unmittelbar im Osten liegt New Doornfontein, das wie Doornfontein als subplace definiert ist.

## Geographie
Doornfontein (Afrikaans; deutsch etwa: „Dornenquelle“) liegt wenig östlich des Johannesburger Zentrums. 2011 lebten dort 4484 Menschen auf einer Fläche von 0,46 km². Östlich liegt der Stadtteil New Doornfontein mit 2022 Einwohnern auf 0,89 km².
Doornfontein liegt östlich des Hauptbahnhofs von Johannesburg, Park Station. Nördlich und nordwestlich von Doornfontein liegt der Stadtteil Hillbrow, nordöstlich Berea, östlich Troyeville und südlich Marshalltown. Südöstlich von Marshalltown und damit südlich von Doornfontein liegt der subplace North Doornfontein mit 22 Einwohnern.

## Geschichte
Doornfontein hieß eine 1863 gegründete Farm. Der gleichnamige Stadtteil entstand ab 1887 im südlichen Teil der Farm, nachdem das Gebiet 1886 zum öffentlichen Goldfeld erklärt wurde. In den späten 1880er Jahren wurde es von Thomas Yeo geplant und wurde zum ersten zu Wohnzwecken genutzten Vorort Johannesburgs. 1889 entstand New Doornfontein. 1897 erwarb der Bergwerksmagnat Barney Barnato die Rechte an dem Ort. Nach dem Zweiten Burenkrieg zogen viele Einwohner fort nach Parktown; zahlreiche jüdische Einwanderer siedelten sich in Doornfontein an. Während der Weltwirtschaftskrise wurden um 1929 viele Häuser an Spekulanten verkauft und verfielen. In der Folge entstanden dort Gewerbegebiete.

## Bauwerke
In Doornfontein stehen vor allem moderne Gebäude, aber auch historische Bauwerke, etwa aus der Zeit der Ansiedlung der Juden. Ein großer Teil von New Doornfontein wird von dem Witwatersrand Techikon, dem Ellis Park Stadium und dem Leichtathletikstadion Johannesburg Stadium eingenommen.

## Verkehr
Der Motorway 31 (M31) trennt Doornfontein von New Doornfontein. Beide Stadtteile werden im Bahnverkehr von der Metrorail Gauteng im Personenverkehr bedient (Stationen Doornfontein und Ellis Park).